# Horisme steretica
Horisme steretica là một loài bướm đêm trong họ Geometridae.